# Jupp Derwall
Josef "Jupp" Derwall (Würselen, Renânia do Norte-Vestfália, 10 de março de 1927  —  St. Ingbert, Sarre, 26 de junho de 2007) foi um jogador de futebol e treinador alemão. Derwall foi dirigente da Seleção Alemã de Futebol entre 1978 e 1984, ganhando o Campeonato Europeu de Futebol de 1980 e alcançando a final da Copa do Mundo de 1982. O seu corte de cabelo forneceu a base para a sua alcunha, "Líder Caracol Prateado" (Häuptling Silberlocke).

## Carreira como jogador
Derwall começou a jogar como meio-campo e centro-avançado em 1938 com a Rhenania Würselen. Mais tarde jogou pelo Alemannia Aachen e o Fortuna Düsseldorf na divisão ocidental  da Primeira Liga germânica. Com o Alemannia Aachen chegou à final da Copa da Alemanha em 1953 onde marcou um golo na derrota de 1-2 face ao Rot-Weiss Essen. Cinco anos depois chegou ao final da copa com o Düsseldorf, tendo perdido por 3-4 contra o VfB Stuttgart. Em 1954 foi convocado duas vezes para jogar pela Seleção Alemã de Futebol (RFA) mas não foi seleccionado para a equipa que venceu a Copa do Mundo de 1954.

## Início da carreira como treinador
Depois de se retirar como jogador, Derwall iniciou a carreira de treinador na Suíça com o Biel-Bienne e o Schaffhausen. Com o Fortuna Düsseldorf disputou uma vez mais a final da Copa da Alemanha em 1962, perdendo para o Nuremberg, no prolongamento, por 1-2. Mais tarde tornou-se treinador da associação regional de Sarre por seis anos.
Em 1970 foi indicado para suceder a Udo Lattek como treinador adjunto da equipa nacional da Alemanha Ocidental sob o comando de Helmut Schön. Nos Jogos Olímpicos de Verão de 1972 foi responsável pela equipa alemã, levando-a aos oitavos de final.
Derwall serviu como assistente de Schön até depois da Copa do Mundo de 1978. Quando Schön terminou a sua carreira de treinador, também sob as luzes das realizações no torneio, Derwall foi escolhido para tomar o seu lugar na direcção da equipa da Seleção Alemã de Futebol. Os maiores opositores à sua nomeação foram os seus colegas de staff, Erich Ribbeck e Helmut Benthaus, então chefe dos campeões alemães VfB Stuttgart, que não conseguiu libertar-se do seu contrato.

## Ao leme da Alemanha
O primeiro grande torneio de Derwall como dirigente foi o Campeonato Europeu de Futebol de 1980 na Itália, e sua a sua direcção a RFA ganhou o campeonato de uma forma impressionante, ganhando quatro dos cinco jogos e acabando com Klaus Allofs como o maior marcador do torneio. A confiança era elevada quando partiram para a Copa do Mundo de 1982 em Espanha. Ouviram Derwall dizer antes do primeiro jogo contra a Seleção Argelina: "Se não batermos a Argélia apanho o próximo comboio para casa!".[carece de fontes?] Embora as coisas tenham corrido mal ele não cumpriu a sua promessa. Depois de uma derrota inesperada face à Argélia no primeiro jogo, a selecção comandada por Derwall recuperou a sua compostura e progrediu para a final depois de alguns jogos duros, incluindo a memorável semifinal contra a Seleção Francesa de Futebol, onde a Alemanha perdeu vantagem de 1-3 a 3-3 acabando por vencer nos pênaltis. Na final, a equipa da RFA perdeu 3-1 para a Itália. As estrelas alemã foram Karl-Heinz Rummenigge e Paul Breitner.
Apesar deste revés, Derwall comandaria a equipe no Campeonato Europeu de Futebol de 1984, mas a sua actuação na França não foi impressiva e a seleção foi eliminada na primeira volta. A opinião pública na Alemanha virou-se rapidamente contra Derwall, que acabou por ser forçado a resignar, sendo substituído por Franz Beckenbauer.

## Renovando o jogo na Turquia
Derwall chocou então os observadores por recusar vários cargos oferecidos no âmbito do  Campeonato Alemão de Futebol em favor de uma posição de dirigente no clube turco Galatasaray. Nessa época, o futebol turco não era bem visto na Europa, e os clubes turcos nunca haviam tido uma boa actuação na cena internacional. A chegada de Derwall, um experiente treinador respeitado internacionalmente, mudou essa percepção, e a sua permanência no Galatasaray é muitas vezes creditada como tendo ajudado à restauração da fortuna do futebol turco. Além de ganhar um campeonato nacional e uma Taça da Turquia, a equipa de Derwall em Istanbul também introduziu as suas técnicas avançadas e ideias tácticas nos jogos da Turquia. Derwall é recordado como tendo revolucionado o futebol turco. Dois dos mais respeitados treinadores turcos, Fatih Terim e Mustafa Denizli, treinaram sob as ordens de Derwall durante a sua estadia na Turquia, tendo recebido rapidamente a sua influência.
Derwall terminou a sua carreira de treinador com o Galatasaray em 1987; apesar das especulações que indicavam que assumiria um cargo de direcção da Seleção Turca de Futebol, ele optou por voltar à Alemanha para gozar a sua reforma.
O seu trabalho na Turquia é considerado o maior contributo às relações germano-turcas, tendo sido agraciado com um doutoramento honorário pela Universidade de Ancara e com a Cruz de Mérito de 1ª Classe da Alemanha (Bundesverdienstkreuz).

## Doença e morte
Em 1991 Derwall sofreu um ataque cardíaco, vindo a se recuperar. Acabaria por falecer, aos 80 anos de idade, vítima de um outro ataque cardíaco, no dia 26 de junho de 2007.

## Títulos
Seleção Alemã-Ocidental
- Eurocopa: 1980